# Scalenus fulvus
Scalenus fulvus är en skalbaggsart som först beskrevs av Bates 1879.  Scalenus fulvus ingår i släktet Scalenus och familjen långhorningar.
Artens utbredningsområde är Bangladesh. Inga underarter finns listade i Catalogue of Life.